# Åredasjön
Åredasjön är en sjö i Växjö kommun i Småland och ingår i Mörrumsåns huvudavrinningsområde. Sjön är 9,7 meter djup, har en yta på 1,1 kvadratkilometer och befinner sig 190 meter över havet. Sjön avvattnas av vattendraget Risingebäck.

## Delavrinningsområde
Åredasjön ingår i det delavrinningsområde (630841-144909) som SMHI kallar för Utloppet av Åredasjön. Medelhöjden är 203 meter över havet och ytan är 7,4 kvadratkilometer. Det finns inga avrinningsområden uppströms utan avrinningsområdet är högsta punkten. Risingebäck som avvattnar avrinningsområdet har biflödesordning 3, vilket innebär att vattnet flödar genom totalt 3 vattendrag innan det når havet efter 107 kilometer. Avrinningsområdet består mestadels av skog (69 %). Avrinningsområdet har 1,38 kvadratkilometer vattenytor vilket ger det en sjöprocent på 18,6 %.